# Велна (Великопольське воєводство)
Велна (пол. Wełna) — село в Польщі, у гміні Роґозьно Оборницького повіту Великопольського воєводства.
У 1975-1998 роках село належало до Пільського воєводства.